# Carl Säve
Carl Fredrik Säve, född 22 oktober 1812 i Roma socken, död 27 mars 1876 i Uppsala, var en svensk språkforskare och målare. 

## Biografi
Carl Säve var son till prosten i Roma Per Säve och Hedvig Lallerius och gift med Ottilia Rosina Johanna Schenson samt bror till Pehr Arvid Säve. Han blev student vid Uppsala universitet 1830 och ägnade sig först åt medicinska studier men övergick efter en sjukdomsperiod till språkstudier. Han blev filosofie kandidat 1848 och filosofie magister samma år på en avhandling om Eriksvisan. Han utnämndes till docent 1849 och från 1859 till sin död innehade han professuren i nordiska språk vid Uppsala universitet. Från 1857 till sin död var Säve föreståndare för Uppsala universitets myntkabinett.  
Säve, som var den  förste innehavaren av en professur i nordiska språk i Sverige, var en framstående folkmålsforskare, med inriktning på det gotländska språket i sitt hemlandskap, och blev banbrytande som dialektolog. Tillsammans med brodern Pehr Arvid insamlade han material som låg till grund för utgåvan av Gotländsk ordbok 1936–1945. Liksom sin bror var han i yngre år verksam som konstnär. Han var representerad vid utställningen Örebro i konsten 1950. 
Carl Säve blev 1859 ledamot av Kungliga Vitterhets Historie och Antikvitets Akademien. Säve är representerad vid Örebro läns museum och Uppsala universitetsbibliotek.  
Han är begravd på Uppsala gamla kyrkogård.